# Europastraße 411
Die Europastraße 411 (Abkürzung: E 411) ist eine Europastraße, die sich ungefähr in West-Ost-Richtung durch Belgien und Frankreich erstreckt. Sie verläuft von Brüssel bis nördlich Metz.

## Verlauf
Brüssel – Namur – Arlon – Longwy – Metz
Von Brüssel aus folgt die Europastraße bis nach Arlon dem Verlauf der A 4 und durchquert die belgischen Provinzen Flämisch-Brabant, Wallonisch-Brabant, Namur und die Provinz Luxemburg. Südlich des Areler Stadtteils Weyler verlässt die E 411 die Autobahn und verläuft dann nach Süden Richtung französischer Grenze auf der Nationalstraße 81. Diese führt dann an Messancy vorbei und geht bei Aubange in die A 28 – hinter der französischen Grenze in die Route nationale 52 über. Die Strecke folgt dann der Umfahrung von Longwy und verläuft weiter in südöstlicher Richtung nach Villers-la-Montagne durch das Département Meurthe-et-Moselle. Im Département Moselle wird die RN 52 zur A 30 bei Aumetz. Von dort werden Hayange und Uckange passiert. Beim Autobahndreieck Fensch trifft die E 411 auf die E 25 (zugleich A 31), die nach Metz führt.